# Euphorbia perplexa
Euphorbia perplexa är en törelväxtart som beskrevs av Leslie Larry Charles Leach. Euphorbia perplexa ingår i släktet törlar, och familjen törelväxter.
Artens utbredningsområde är Zambia.

## Underarter
Arten delas in i följande underarter:
- E. p. kasamana
- E. p. perplexa